# Kohlhof (Neunburg vorm Wald)
Kohlhof ist ein Ortsteil der Stadt Neunburg vorm Wald im Landkreis Schwandorf in Bayern.

## Geographie
Kohlhof liegt circa sieben Kilometer östlich von Neunburg vorm Wald südlich des Eixendorfer Stausees.

## Geschichte
Kohlhof wurde 1832 von Sebastian Braun gegründet.
Am 23. März 1913 war Kohlhof Teil der Pfarrei Seebarn, bestand aus einem Haus und zählte fünf Einwohner.
Am 31. Dezember 1990 hatte Kohlhof fünf Einwohner und gehörte zur Pfarrei Seebarn.